# 1859 год в музыке

## События
- 17 февраля в римском Театро Аполло состоялась первая постановка оперы «Бал-маскарад» Верди.
- 19 марта в парижском «Театр лирик» (Théatre-Lyrique) состоялась первая постановка оперы «Фауст» (в первой редакции) Шарля Гуно.
- 4 апреля в парижском театре «Опера-комик» состоялась первая постановка оперы Динора (под названием «Плоэрмельский праздник») Джакомо Мейербера. На премьере впервые выступил на оперной сцене британский певец Чарльз Сэнтли.
- 1 мая императором был утверждён Устав Русского музыкального общества, открытого в Санкт-Петербурге по инициативе Великой княгини Елены Павловны, А. Г. Рубинштейна, Ю. Ф. Абазы и других музыкально-общественных деятелей России.
- 25 мая Пётр Ильич Чайковский окончил Императорское училище правоведения в Санкт-Петербурге.
- В Варшаве вышла книга по истории польской оперы «Rys historyczny opery polskiej» композитора, виолончелиста и писателя М. Карасовского.
- В августе была готова партитура оперы «Тристан и Изольда», задуманной Рихардом Вагнером в середине 1850-х годов.
- В Санкт-Петербурге архитектором Альбертом Кавосом начато строительство Мариинского театра, взамен сгоревшего Театра-цирка.
- Проведена реконструкция петербургского Михайловского театра оперы и балета.
- в Петербургском Большом театре состоялась премьера оперы «Мазепа» Бориса Фитингофа-Шеля по поэме А. С. Пушкина «Полтава».

## Родились
- 24 января — Александр Ильинский (ум. 1920) — русский композитор и педагог
- 1 февраля — Виктор Херберт (ум. 1924) — американский композитор, виолончелист и дирижёр ирландского происхождения
- 8 марта — Отто Таубман (ум. 1929) — немецкий композитор и дирижёр
- 3 апреля — Реджинальд Де Ковен[англ.] (ум. 1920) — американский музыкальный критик и композитор
- 4 апреля — Медея Фигнер (ум. 1952) — итальянская и русская оперная и камерная певица (сопрано)
- 12 августа — Кэтрин Ли Бейтс (ум. 1929) — американская поэтесса, автор текста песни America the Beautiful
- 3 ноября — Мария Дейша-Сионицкая (ум. 1932) — русская оперная певица (сопрано), вокальный педагог и музыкально-общественный деятель
- 22 ноября — Сесил Джеймс Шарп (ум. 1924) — британский музыкальный фольклорист, музыкант, педагог, публицист и дирижёр
- без точной даты — Уилбур Ганн (ум. 1920) — американский инженер, оперный певец и предприниматель

## Скончались
- 12 апреля — Анджолина Бозио (28) — итальянская оперная певица (сопрано)